# Шорець Георгій Васильович
Георгій Васильович Шорець (рос. Георгий Васильевич Шорец; нар. 14 лютого 1911, Верхньоу́динськ, Російська імперія — пом. 10 квітня 1988, Ленінград, РРФСР) — радянський футболіст, воротар. Заслужений майстер спорту (1948).

## Життєпис
У 1927 році в Ленінграді в клубі імені Моїсеєнка розпочав займатися баскетболом, але потім перейшов до секції футболу. До 1930 виступав за команду фабрики імені Халтуріна в третій групі чемпіонату Ленінграда. З 1931 року став грати за команду Ленінградського металевого заводу. У 1936-1938 роках грав у першості СРСР за цей клуб, перейменований у «Сталінець». У весняній першості провів одну гру, але через тяжку хворобу повернувся у ворота лише наступного року. У 1938 році отримав тяжку травму.
1932 року дебютував у складі збірної Ленінграда, 1933 — збірної РРФСР, 1935 року провів 4 неофіційні зустрічі за збірну СРСР проти команди Туреччини.
Під час Німецько-радянської війни добровольцем вступив до винищувального батальйону, був старшиною у складі прикордонного полку військ НКВС. У 1942 році викликаний з оранієнбаумського «п'ятачка», щоб у складі «Динамо» взяти участь у блокадних матчах. Потім командував взводом автоматників. Через поранення та контузію не планував повертатися у футбол, але у 1945—1947 роках грав за ленінградське «Динамо».
Після закінчення спортивної кар'єри служив у карному розшуку Ленінграда й пішов у відставку у званні підполковника.

## Нагороди
Нагороджений медаллю «За оборону Ленінграда», орденом Червоної Зірки.

## Досягнення
збірна Ленінграда
- Чемпіонат РРФСР
  -  Чемпіон (1): 1932

- Чемпіонат СРСР для збірних команд міст та республік
  -  Срібний призер (1): 1935

крманда ЛМЗ
- Спартакіада ВЦСПС
  -  Фіналіст (1): 1935

- Найкращий воротар СРСР (1935)